# Bruchidius tuberculatus
Bruchidius tuberculatus là một loài bọ cánh cứng trong họ Bruchidae. Loài này được Hochhut miêu tả khoa học năm 1847.